# Sparrmannia vicina
Sparrmannia vicina är en skalbaggsart som beskrevs av Evans 1989. Sparrmannia vicina ingår i släktet Sparrmannia och familjen Melolonthidae. Inga underarter finns listade i Catalogue of Life.